# Umgestülpter Zuckerhut
L’Umgestülpter Zuckerhut, propriamente "Pan di zucchero rovesciato", è una casa a graticcio situata nel centro storico della città tedesca di Hildesheim, di cui costituisce uno degli edifici più caratteristici e iconici.
La casa si trova sull'Andreasplatz, una delle piazze principali della città, vicino alla chiesa di Sant'Andrea, e addossata a un altro importante edificio, la Pfeilerhaus.
La casa attuale è stata edificata negli anni 2009-2010, come copia il più possibile fedele dell'edificio originale del 1509, completamente raso al suolo nel bombardamento alleato del 22 marzo 1945.

## L'edificio originario
L'Umgestülpter Zuckerhut originale venne edificato nel 1509, caratterizzandosi subito per il singolare aspetto: disponendo di un terreno molto esiguo, i costruttori realizzarono un piano terra di soli 17 m², allargando progressivamente l'estensione dell'edificio nei due piani superiori, cosicché il secondo piano si estendeva per 29 m². Questa forte progressione determinò il soprannome di "Pan di zucchero rovesciato". Nel 1623 venne costruita sul retro dell'Umgestülpter Zuckerhut la Pfeilerhaus, altra casa a graticcio di grande importanza.
L'insieme urbanistico della Andreasplatz fu pressoché totalmente cancellato dall'incursione aerea alleata del 22 marzo 1945: tutte le case a graticcio della piazza furono ridotte in cenere, e i pochi edifici in muratura, compresa la chiesa di Sant'Andrea, furono pesantemente danneggiati.

## La ricostruzione
Negli anni cinquanta le ampie zone del centro storico di Hildesheim distrutte dal bombardamento furono ricostruite con edifici moderni nello stile tipico di quel periodo: nella Andreasplatz venne edificata secondo questo criterio una ricostruzione schematica e in materiali moderni della Pfeilerhaus, tuttora visibile; lo spazio occupato in precedenza dall'Umgestülpter Zuckerhut rimase tuttavia vuoto.
A partire dalla metà degli anni ottanta il centro storico di Hildesheim è stato oggetto di un'estesa opera di ricostruzione dell'aspetto originario pre-bellico; nell'ambito di questo processo, negli anni 2009-2010 è stato riedificato anche l'Umgestülpter Zuckerhut a 500 anni dalla costruzione dell'edificio originale.
La casa attuale è stata eretta cercando di riproporre nel modo più fedele possibile l'aspetto dell'edificio distrutto; tuttavia non disponendo di planimetrie originali conservate, si è dovuto ricostruirla "a occhio", basandosi sullo studio incrociato di stampe, disegni e vecchie fotografie.
L'inaugurazione ufficiale è avvenuta l'8 ottobre 2010.

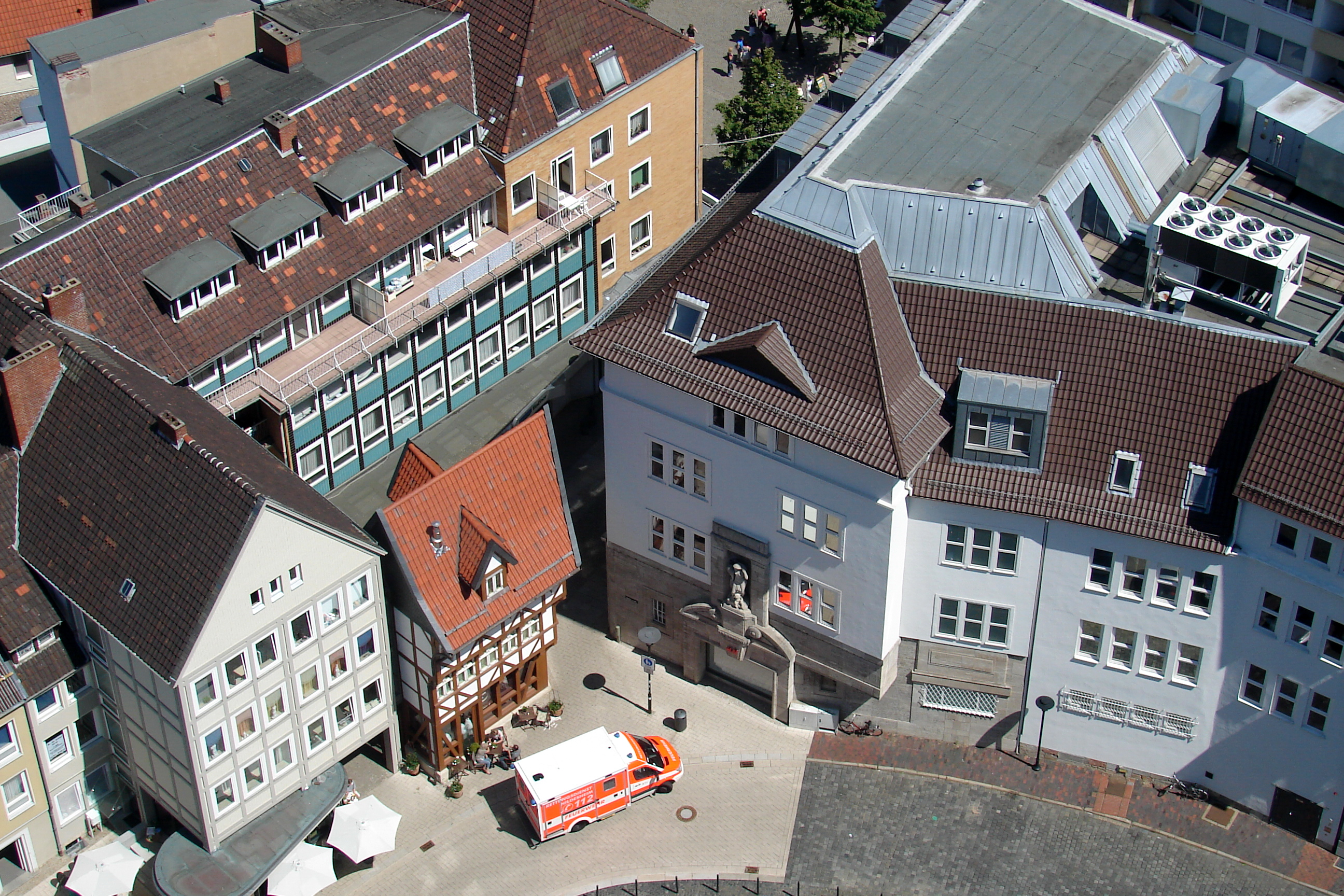
L'Umgestülpter Zuckerhut dalla sommità della chiesa di S.Andrea (maggio 2012)